# Camporrélls
Camporrélls é um município da Espanha na província de Huesca, comunidade autónoma de Aragão, de área 13,35 km² com população de 219 habitantes (2007) e densidade populacional de 0,16 hab./km².

## Demografia
| Variação demográfica do município entre 1991 e 2004 | Variação demográfica do município entre 1991 e 2004 | Variação demográfica do município entre 1991 e 2004 | Variação demográfica do município entre 1991 e 2004 |
| --------------------------------------------------- | --------------------------------------------------- | --------------------------------------------------- | --------------------------------------------------- |
| 1991                                                | 1996                                                | 2001                                                | 2004                                                |
| 269                                                 | 263                                                 | 247                                                 | 231                                                 |